# Cementiri Civil d'Almenar
El cementiri civil d'Almenar està situat a 1,5 km del nucli d'Almenar fent que sigui un recinte singular, ja que és un dels pocs cementiris civils de Catalunya separat del cementiri religiós. Generalment aquest tipus de cementiris estaven adossats al cementiri catòlic tot i que amb un accés diferenciat obeint el Reial Ordre de 2 d'abril de 1883, com en el cas del cementiri civil de Madrid construït l'any 1884 i el de Valls que estava situat a la part posterior i tancat amb una porta de ferro en el qual, l'any 1906, va tenir lloc el primer enterrament.

## Història
El cementiri civil d'Almenar va ser construït a inicis del segle XX en un context en el que el municipi es va veure afectat per la crisi de la fil·loxera, per l'arribada de gent d'altres indrets per treballar al Canal d'Aragó i Catalunya i per la introducció del pensament liberal. A més, l'anarquisme, com a arreu de Catalunya, havia agafat també empenta a Almenar entre les classe populars sota la influència d'un mestre alacantí arribat al poble, Alfonso Garcia Garcia, que tenia el suport de la Cooperativa.
Alfonso Garcia va promoure la construcció d'un cementiri civil que va ser executat per part de l'Ajuntament l'any 1904 en un terreny cedit suposadament pel liberal i espiritista Casimir Melcior l'any 1882. Un dels pilars sobre el que se sosté l'anarquisme és l'escepticisme o l'ateisme motiu pel qual es pot afirmar que Alfons Garcia promogués la construcció d'aquest. Pel que fa a l'emplaçament d'aquest, allunyat del cementiri catòlic, probablement, calgui cercar la causa en la possible cessió d'aquests territoris als afores del poble que se diu que en va fer Casimir Melcior el qual formava part del moviment espiritista que estava aflorant a Almenar i que no estava vinculat amb les creences catòliques.
Dit cementiri va arribar a sepultar 15 persones entre elles laiques, nadons que havien mort i no havien estat batejats i persones que s'havien suïcidat, tot i que en desconeixem les seves identitats. Aquestes persones no van ésser enterrades al cementiri civil per decisió de les pròpies famílies sinó que el difunt era qui ho havia d'haver concretat prèviament en una declaració recollida en el testament o en un document escrit oficial.

## Rehabilitació
El diumenge 30 d'octubre de 2016 va tenir lloc l'acte d'inauguració de la rehabilitació d'aquest arran d'obres de remodelació i de recuperació que havien estat executades per l'actual Consistori amb el suport de la Plataforma de la Memòria Històrica que, des de feia uns anys, havia estat denunciant l'estat d'abandó d'aquest recinte. Les millores en aquest patrimoni funerari van consistir en la consolidació d'una part del mur perimetral, la col·locació d'un panell informatiu, la instal·lació d'una porta de forja, la neteja de l'interior i la plantació de dos xiprers per tal de dignificar les persones que allí estan sepultades.